# جون إم. وارد
جون إم. وارد هو سياسي أمريكي، (و. 1865 – 1948 م). نشط حزبياً في الحزب الجمهوري. وقد انتخب عضو مجلس نواب مين ‏.